# Skarbnica Narodowa
Skarbnica Narodowa Sp. z o.o. – dystrybutor monet i medali okolicznościowych w Polsce. Przedstawiciel wywodzącej się z Norwegii międzynarodowej grupy Samlerhuset, jednej z największych firm w branży numizmatycznej, która istnieje od 1994 roku i działa w 14 krajach Europy oraz Chinach. Samlerhuset jest właścicielem międzynarodowych targów numizmatycznych World Money Fair w Berlinie oraz Mennicy Norweskiej, która m.in. wybija medal Pokojowej Nagrody Nobla.
Skarbnica Narodowa Sp. z o.o. powstała w 2005 r. Prezesem Zarządu w latach 2005-2019 był Adam Zieliński. Od października 2019 roku jego obowiązki przejęli Anna Kokiza, dotychczasowa Dyrektor Marketingu Skarbnicy Narodowej oraz Dariusz Goździkowski – Dyrektor Finansowy. Firma wspiera ochronę środowiska i uczciwy handel w ramach Fairmined – Aliansu na rzecz Odpowiedzialnego Wydobycia.

## Najważniejsze wystawy i wydarzenia
Skarbnica Narodowa organizuje również wydarzenia i wystawy popularyzujące kolekcjonerstwo i numizmatykę.
1. Pierwsze europejskie tournée amerykańskiego Double Eagle w Muzeum Rzeźby im. X. Dunikowskiego we współpracy ze Smithsonian Institution w 2012 roku[8]
2. Prezentacja 100-kilogramowej złotej monety kanadyjskiej Maple Leaf w Muzeum Narodowym w Warszawie w 2013 roku[9].
3. Wystawa najdroższej monety świata – Flowing Hair Liberty Dollar z 1794 r. na Zamku Królewskim w Warszawie w 2016 roku[10]
4. Wieloletni mecenas Gabinetu Monet i Medali[11] w Muzeum Narodowym w Warszawie w 2011 roku.
5. Wystawa kilkusetletnich monet wydobytych z wraku statku Sao Jose[12]
6. Otrzymanie tytułu Darczyńca Roku Muzeum Sportu i Turystyki[13]

## Magazyn „Monety i Historia”
Od 2018 Skarbnica Narodowa wydaje czasopismo mające na celu popularyzację historii i numizmatyki. „Magazyn Monety i Historia”, przybliża wiedzę z zakresu numizmatyki polskiej i międzynarodowej. Publikacja jest adresowana do kolekcjonerów monet i medali.